# Anthony Sinisuka Ginting
Anthony Sinisuka Ginting (Cimahi, 20 de outubro de 1996) é um jogador de badminton indonésio, medalhista olímpico.

## Carreira
Ginting ganhou destaque pela primeira vez quando ganhou a medalha de bronze nos Jogos Asiáticos de 2018. Durante os Jogos Olímpicos de Verão de 2020, repetiu o desempenho na categoria simples masculino. Ele foi apresentado ao badminton por seu pai quando ainda estava no jardim de infância.